# Vents amers
Vents amers est une autobiographie du dissident chinois Harry Wu publiée en 1994. Il y présente les dix-neuf années passées dans les camps du  laogai.

## Présentation
Harry Wu est l'auteur de plusieurs livres sur le laogai, dont  Vents amers , « best-seller international », celui-ci est un compte rendu des dix-neuf années d'emprisonnement dans le Goulag chinois, auquel l'auteur a été condamné en 1960.
À travers Vents amers, Harry Wu  montre le mode de fonctionnement du système répressif mis en place par le Parti communiste chinois. Il explique froidement l'organisation complexe des camps de travail du laogai. Il décrit le rôle primordial du facteur économique dans les camps chinois,  en effet le travail des détenus permet un accroissement du Produit National Brut de la Chine. Les différents sujets présentés dans l'ouvrage expliquent les véritables enjeux de la mise en place du laogai.

## Lectures critiques
Le sinologue Jean-Luc Domenach indique que l'ouvrage Bitter Winds (Vents amers ), paru en 1994, « constitue une excellente synthèse sur le travail forcé en Chine en particulier dans les années 80 ».
Alain Peyrefitte, auteur de Quand la Chine s'éveillera… le monde tremblera en 1973, indique avoir lu avec émotion Le Laogaï et Vents Amers, par contre il a moins apprécié Retour au laogaï.
Pour Danielle Mitterrand, présidente de France Libertés, « Aujourd'hui nous savons ». Le livre Vents amers d'Harry Wu participe à « la vulgarisation de cette insidieuse et terrible entreprise de rééducation par le travail forcé suivant les principes éprouvées de la dictature du prolétariat ».

## Publications
- (en) avec Carolyn Wakeman, Bitter Winds: A Memoir of My Years in China's Gulag, Éditeur John Wiley & Sons, 1994, 290 p.
- Vents amers, préface de Danielle Mitterrand, introduction de Jean Pasqualini, traduit de l'anglais par Béatrice Laroche, couverture calligraphie de Fabienne Verdier Édition Bleu de Chine, 1994.  (ISBN 2-910884-05-8).